# Ungla pallescens
Ungla pallescens is een insect uit de familie van de gaasvliegen (Chrysopidae), die tot de orde netvleugeligen (Neuroptera) behoort. 
Ungla pallescens is voor het eerst wetenschappelijk beschreven door Penny in 1998.